# 이판사판
《이판사판》은 2017년 11월 22일부터 2018년 1월 11일까지 SBS에서 방송된 드라마 스페셜이며 김희정 (엄신숙 역)은 해당 작품 이후 KBS 2TV 《비밀의 남자》 등 타방송사 위주로 활동했다가 《어게인 마이 라이프》로 SBS 복귀를 했다.

## 줄거리
오빠의 비밀을 밝히려는 법원의 자타 공인 '꼴통 판사' 이정주와 그에게 휘말리게 된 차도남 엘리트 판사 사의현의 이판사판 정의 찾기 프로젝트.

## 등장 인물

### 주요 인물
- 박은빈 : 이정주(최정주) 역 - 서울중앙지법 형사합의부 좌배석 판사
- 연우진 : 사의현 역 - 서울중앙지법 형사단독 88부 판사
- 동하 : 도한준 역 - 서울지방검찰청 강력부 검사
- 나해령 : 진세라 역 - 아이돌 그룹 벨라지오 출신 로스쿨생

### 한국대 로스쿨 사람들
- 허준석 : 하영훈 역 - 교도관 출신. 오판연구회 공사판 회원. 멀쩡한 사람이 정신병원에 가면 미쳐 가듯이 죄 없는 사람도 감옥에 가면 죄인이 되는 것만은 막아야겠다는 생각에 사표를 내고 로스쿨행을 택했고, 오판 연구회(공사판)를 만들었다.
- 정유민 : 황민아 역 - 대한민국 최초, 제1호 대통령 여성 경호원 출신
- 홍승범 : 남윤일 역 - 검정고시 출신. 국제 해킹대회에서 1등을 독식한 천재 해커. 9세 때 백악관을 해킹했다 잡힌 걸 계기로 블랙 해커에서 화이트 해커로 전환. 일찌감치 학교를 때려 치우고 검정고시패스, 방송대 졸업, 로스쿨에 합격. 진세라의 광팬
- 정연주 : 이선화 역 - 오판연구회 공사판 회원. 한국대 로스쿨 편의점 알바생으로 주경야독으로 로스쿨에 입학, 공사판에 가입

### 법원 사람들
- 이문식 : 오지락 역 - 판사 → 변호사 → 부장 판사. 지방대 출신 비주류
- 이창욱 : 정채성 역 - 젠더법 학회 회원
- 우현 : 최고수 역 - 정통파. 법원 내 주류이자 실세. 부장 판사
- 배해선 : 문유선 역 - 최고수의 아내. 부장 판사. 젠더법 학회 회장
- 조재룡 : 송호찬 역 - 사정도의 판사 시절 배석 판사. 재판 업무보다 법원 행정적 처리가 더 적성에 맞는 듯 공보 판사로서 맹활약
- 김민상 : 서대수 역 - 수석 부장 판사
- 이혜은 : 오미자 역
- 허정규 : 김무식 역 - 법원 직원
- 김진엽 : 이차원 역
- 오나라 : 윤판사 역
- 김진서 : 장준희 역

### 주요 인물의 가족들
- 김해숙 : 유명희 역 - 도한준의 어머니, 한국대 로스쿨 교수
- 이덕화 : 도진명 역 - 도한준의 아버지, 언론사 기자 출신, 야당 실세 국회의원 (차기 유력 대권 후보)
- 최정우 : 사정도 역 - 사의현의 아버지, 대법관 출신, 거대 로펌 대표
- 지승현 : 최경호 역 - 이정주(최정주)의 오빠, 장기 모범수 (미성년자강간살인죄)
- 김희정 : 엄신숙 역 - 이정주(최정주)의 (양)어머니, 법원 청소 도우미

### 그 외 인물
- 김병춘 : 법원장 역 - 서울중앙지법
- 유서진 : 명수진 역 - 명품 백 사기 사건 피의자
- 배유람 : 김주형 역 - 미성년자 성폭행범
- 조완기 : 서용수 역 - 장순복 아들
- 박지아 : 장순복 역
- 박영수 : 지하철 치한 역
- 서광재 : 의사 역
- 정두겸 : 대법원 위원장 역
- 이윤상 : 대법원 위원 역
- 민준현
- 홍희원 : 탁영진 검사 역
- 정현석
- 정세형 : 진중한 역 - 김주형의 변호사
- 우정국 : 김익철 역 - 김가영 아버지. 전 도진명 별장 관리인
- 리민 : 서기호 역 - 서용수 아버지
- 최홍일 : 강기용 역 - 전 김가영 사건 담당 형사
- 이지원 : 중학생 김가영 역
- 홍성호 : 과수대 역
- 김민아 : 창란 역 - 고백동 여중생 폭행 사건 가해자
- 김에스더 : 수완 역 - 고백동 여중생 폭행 사건 가해자
- 구다송 : 연경 역 - 고백동 여중생 폭행 사건 가해자. 서대수 딸
- 한채경
- 장희령 : 명수연 역 - 명수진의 동생. 아이돌 그룹 벨라지오 출신

## 촬영지
- 익산교도소세트장
- 중앙대학교 서울캠퍼스
- 이상한 나라의 미쓰윤

## 시청률
최저 시청률과 최고 시청률은 시청률 조사회사와 지역별로 시청률에 차이가 있을 수 있습니다.
| 2017년 | 2017년    | 2017년         | 2017년       | 2017년         | 2017년       |
| 회차   | 방송일    | TNmS 시청률    | TNmS 시청률  | AGB 시청률     | AGB 시청률   |
| 회차   | 방송일    | 대한민국(전국) | 서울(수도권) | 대한민국(전국) | 서울(수도권) |
| ------ | --------- | -------------- | ------------ | -------------- | ------------ |
| 제1회  | 11월 22일 | 6.7%           | 6.9%         | 6.9%           | 7.8%         |
| 제2회  | 11월 22일 | 7.3%           | 7.9%         | 8.0%           | 8.9%         |
| 제3회  | 11월 23일 | 7.5%           | 8.0%         | 7.2%           | 7.7%         |
| 제4회  | 11월 23일 | 7.2%           | 8.5%         | 7.6%           | 8.6%         |
| 제5회  | 11월 29일 | 5.7%           | 6.2%         | 6.0%           | 6.5%         |
| 제6회  | 11월 29일 | 6.0%           | 6.5%         | 7.5%           | 8.5%         |
| 제7회  | 11월 30일 | 6.0%           | 7.2%         | 6.7%           | 8.0%         |
| 제8회  | 11월 30일 | 6.0%           | 6.2%         | 6.6%           | 7.8%         |
| 제9회  | 12월 6일  | 6.1%           | 6.5%         | 6.6%           | 6.9%         |
| 제10회 | 12월 6일  | 6.6%           | 6.8%         | 7.3%           | 7.5%         |
| 제11회 | 12월 7일  | 6.6%           | 6.3%         | 7.1%           | 8.2%         |
| 제12회 | 12월 7일  | 6.9%           | 7.0%         | 8.2%           | 9.1%         |
| 제13회 | 12월 13일 | 5.2%           | 6.3%         | 6.4%           | 7.5%         |
| 제14회 | 12월 13일 | 5.9%           | 7.1%         | 7.9%           | 9.0%         |
| 제15회 | 12월 14일 | 5.6%           | 6.4%         | 6.6%           | 7.6%         |
| 제16회 | 12월 14일 | 6.0%           | 6.6%         | 8.1%           | 9.2%         |
| 제17회 | 12월 20일 | 4.4%           | 5.8%         | 6.8%           | 8.2%         |
| 제18회 | 12월 20일 | 5.1%           | 6.3%         | 7.4%           | 8.6%         |
| 제19회 | 12월 21일 | 5.6%           | 6.1%         | 5.8%           | 6.5%         |
| 제20회 | 12월 21일 | 5.9%           | 6.6%         | 7.1%           | 7.9%         |
| 제21회 | 12월 27일 | 5.1%           | 5.9%         | 6.0%           | 6.8%         |
| 제22회 | 12월 27일 | 5.6%           | 6.3%         | 7.1%           | 8.3%         |
| 제23회 | 12월 28일 | 5.3%           | 6.5%         | 7.6%           | 8.9%         |
| 제24회 | 12월 28일 | 5.4%           | 6.7%         | 7.9%           | 9.2%         |
| 2018년 |           |                |              |                |              |
| 제25회 | 1월 3일   | 5.8%           | 6.6%         | 6.3%           | 7.1%         |
| 제26회 | 1월 3일   | 6.3%           | 7.4%         | 7.3%           | 8.2%         |
| 제27회 | 1월 4일   | 6.0%           | 6.5%         | 6.4%           | 6.8%         |
| 제28회 | 1월 4일   | 5.7%           | 6.4%         | 6.8%           | 7.5%         |
| 제29회 | 1월 10일  | 5.7%           | 6.2%         | 6.5%           | 7.0%         |
| 제30회 | 1월 10일  | 5.8%           | 6.5%         | 7.6%           | 8.4%         |
| 제31회 | 1월 11일  | 6.3%           | 6.5%         | 7.1%           | 7.3%         |
| 제32회 | 1월 11일  | 6.5%           | 7.2%         | 8.0%           | 8.7%         |

## 동시간대 드라마
- KBS 수목드라마

《매드 독》 (2017년 10월 11일 ~ 2017년 11월 30일)
《흑기사》 (2017년 12월 6일 ~ 2018년 2월 8일)
- MBC 수목드라마

《로봇이 아니야》 (2017년 12월 6일 ~ 2018년 1월 25일)
- tvN 수목드라마

《슬기로운 감빵생활》 (2017년 11월 22일 ~ 2018년 1월 18일)